# Когомологія Чеха
У математиці когомологією Чеха називається когомологічна теорія, що базується на властивостях перетинів відкритих покриттів топологічного простору. Названа на честь чеського математика Едуарда Чеха.
Ідея побудови полягає в тому, що, якщо покриття простору складено з досить маленьких множин, то когомології нерва покриття є хорошою апроксимацією когомологій самого простору.

## Побудова
Нехай X — топологічний простір і {\displaystyle {\mathcal {F}}} — передпучок абелевих груп на X і {\displaystyle {\mathcal {U}}} — відкрите покриття X.

### Симплекс
q-симплексом σ із {\displaystyle {\mathcal {U}}} називається впорядкована множина q+1 множин із покриття {\displaystyle {\mathcal {U}}}, перетин яких є непустою множиною. Цей перетин називається носієм σ і позначається |σ|.
Для такого симплекса {\displaystyle \sigma =(U_{i})_{i\in \{0,\ldots ,q\}}} j-ю частковою границею за означенням є (q−1)-симплекс одержаний видаленням j-ї множини із σ, тобто: 
{\displaystyle \partial _{j}\sigma :=(U_{i})_{i\in \{0,\ldots ,q\}\setminus \{j\}}.}
Границею симплекса σ називається знакозмінна сума часткових границь:
{\displaystyle \partial \sigma :=\sum _{j=0}^{q}(-1)^{j+1}\partial _{j}\sigma }
що розглядається як елемент вільної абелевої групи породженої симплексами із {\displaystyle {\mathcal {U}}}.

### Коланцюг
q-коланцюгом {\displaystyle {\mathcal {U}}} з коефіцієнтами у {\displaystyle {\mathcal {F}}} називається відображення, що зіставляє q-симплексу σ елемент {\displaystyle {\mathcal {F}}(|\sigma |).} Множина всіх q-коланцюгів із  {\displaystyle {\mathcal {U}}} з коефіцієнтами у {\displaystyle {\mathcal {F}}} позначається {\displaystyle C^{q}({\mathcal {U}},{\mathcal {F}})} і є абелевою групою із поточковим додаванням.

### Диференціал
Коланцюги можна перетворити у коланцюговий комплекс {\displaystyle (C^{\bullet }({\mathcal {U}},{\mathcal {F}}),\delta )} за допомогою кограничного оператора {\displaystyle \delta _{q}:C^{q}({\mathcal {U}},{\mathcal {F}})\to C^{q+1}({\mathcal {U}},{\mathcal {F}})} заданого як:
{\displaystyle \quad (\delta _{q}f)(\sigma ):=\sum _{j=0}^{q+1}(-1)^{j}\mathrm {res} _{|\sigma |}^{|\partial _{j}\sigma |}f(\partial _{j}\sigma ),}
де {\displaystyle \mathrm {res} _{|\sigma |}^{|\partial _{j}\sigma |}} є гомоморфізмом обмеження у передпучку із групи {\displaystyle {\mathcal {F}}(|\partial _{j}\sigma |)} у групу {\displaystyle {\mathcal {F}}(|\sigma |).}
Для введеного відображення виконується {\displaystyle \delta _{q+1}\circ \delta _{q}=0.}
Кограничний оператор є аналогічним до зовнішньої похідної у когомології де Рама і тому його часто називають диференціалом коланцюгового комплексу.

#### Коцикл
q-коланцюг називається q-коциклом якщо він належить ядру відображення {\displaystyle \delta } і {\displaystyle Z^{q}({\mathcal {U}},{\mathcal {F}}):=\ker(\delta _{q})\subseteq C^{q}({\mathcal {U}},{\mathcal {F}})} позначає множину всіх q-коциклів.
(q−1)-коланцюг {\displaystyle f} є коциклом якщо для всіх q-симплексів {\displaystyle \sigma } виконується умова
{\displaystyle \sum _{j=0}^{q}(-1)^{j}\mathrm {res} _{|\sigma |}^{|\partial _{j}\sigma |}f(\partial _{j}\sigma )=0}
0-коцикл {\displaystyle f} є множиною локальних перетинів у {\displaystyle {\mathcal {F}},} що узгоджуються на всіх перетинах множин {\displaystyle A,B\in {\mathcal {U}}}
{\displaystyle f(A)|_{A\cap B}=f(B)|_{A\cap B}}
1-коцикл {\displaystyle f} для кожної непустої множини {\displaystyle U=A\cap B\cap C} де {\displaystyle A,B,C\in {\mathcal {U}}} задовольняє умову
{\displaystyle f(B\cap C)|_{U}-f(A\cap C)|_{U}+f(A\cap B)|_{U}=0}

#### Кограниця
q-коланцюг називається q-кограницею якщо він належить образу {\displaystyle \delta .} Множина всіх кограниць позначається {\displaystyle B^{q}({\mathcal {U}},{\mathcal {F}}):=\mathrm {Im} (\delta _{q-1})\subseteq C^{q}({\mathcal {U}},{\mathcal {F}}).}
1-коланцюг {\displaystyle f} є 1-кограницею якщо існує 0-коланцюг {\displaystyle h} для якого для всіх множин {\displaystyle A,B\in {\mathcal {U}}} із непустим перетином
{\displaystyle f(A\cap B)=h(A)|_{A\cap B}-h(B)|_{A\cap B}}

### Когомологія
Когомологія Чеха покриття {\displaystyle {\mathcal {U}}} із значеннями у {\displaystyle {\mathcal {F}}} є когомологією коланцюгового комплексу {\displaystyle (C^{\bullet }({\mathcal {U}},{\mathcal {F}}),\delta )}. Зокрема q-та когомологія Чеха є рівною
{\displaystyle {\check {H}}^{q}({\mathcal {U}},{\mathcal {F}}):=H^{q}((C^{\bullet }({\mathcal {U}},{\mathcal {F}}),\delta ))=Z^{q}({\mathcal {U}},{\mathcal {F}})/B^{q}({\mathcal {U}},{\mathcal {F}})}.
Означення когомології Чеха простору X дається із використанням поняття подрібнення покриття. Нехай {\displaystyle {\mathcal {U}}=(U_{i})_{i\in I}} і {\displaystyle {\mathcal {V}}=(V_{j})_{j\in J}} є двома відкритими покриттями простору X із множинами індексів I і J.
Покриття {\displaystyle {\mathcal {V}}} називається подрібненням покриття {\displaystyle {\mathcal {U}},} якщо існує таке відображення {\displaystyle r:J\to I} таке, що для всіх {\displaystyle j\in J} виконується {\displaystyle V_{j}\subseteq U_{r(j)}.} Два покриття {\displaystyle {\mathcal {U}}} і {\displaystyle {\mathcal {V}}} називаються еквівалентними, якщо кожне є подрібненням іншого.
Кожне відображення подрібнення r задає відображення {\displaystyle {\check {C}}^{*}({\mathcal {U}},{\mathcal {F}})\to {\check {C}}^{*}({\mathcal {V}},{\mathcal {F}})} індуковане відображеннями обмеження {\displaystyle \mathrm {res} _{V_{j}}^{U_{r(j)}}f(U_{r(j)}).}
Дане відображення загалом залежить від r, проте індуковане відображення когомологій {\displaystyle {\check {H}}^{*}({\mathcal {U}},{\mathcal {F}})\to {\check {H}}^{*}({\mathcal {V}},{\mathcal {F}})} є однозначно визначеним для всіх подрібнень.
Відкриті покриття простору X загалом відкриті покриття простору утворюють клас, а не множину. Проте кожне покриття є еквівалентним покриттю в якому кожна множина зустрічається лише 1 раз і таке покриття є проіндексованим підмножиною булеану 2X. Розглядаючи лише такі відкриті покриття одержується направлена множина щодо подрібнень, і разом із введеними вище відображеннями когомологій утворюється направлена система абелевих груп. 
Когомологією Чеха простору X зі значеннями у {\displaystyle {\mathcal {F}}} називається індуктивна границя по цій направленій системі:
{\displaystyle {\check {H}}^{*}(X,{\mathcal {F}}):=\varinjlim _{\mathcal {U}}{\check {H}}^{*}({\mathcal {U}},{\mathcal {F}})}.
Когомологією Чеха простору X із коефіцієнтами в абелевій групі A (позначається {\displaystyle {\check {H}}(X;A)}) є за означенням {\displaystyle {\check {H}}(X,{\mathcal {F}}_{A})} де {\displaystyle {\mathcal {F}}_{A}} є сталий пучок на X заданий A.

## Властивості
- {\displaystyle {\check {H}}^{*}(X,-)} є точним {\displaystyle \delta }-функтором із категорії передпучків у категорію абелевих груп.
- {\displaystyle {\check {H}}^{*}(X,-)} є правим похідним функтором функтора {\displaystyle {\check {H}}^{0}(X,-).}
- Якщо {\displaystyle {\mathcal {F}}} є пучком абелевих груп то {\displaystyle {\check {H}}^{0}(X,{\mathcal {F}})\cong {\mathcal {F}}(X).}
- Якщо {\displaystyle {\mathcal {F}}} є ін'єктивним пучком абелевих груп (тобто ін'єктивним об'єктом у категорії пучків абелевих груп) то для всіх n > 0 {\displaystyle {\check {H}}^{n}(X,{\mathcal {F}})=0.}

## Зв'язок із іншими когомологічними теоріями
Якщо X є гомотопно еквівалентним CW комплексу, то когомологія Чеха {\displaystyle {\check {H}}^{*}(X;A)} є натурально ізоморфною сингулярній когомології {\displaystyle H^{*}(X;A)\,}. 
Якщо X є диференційовним многовидом, то {\displaystyle {\check {H}}^{*}(X;\mathbb {R} )} є натурально ізоморфною когомології де Рама. 
Для менш хороших топологічних просторів, когомологія Чеха відрізняється від сингулярної когомології. Наприклад якщо X є топологічним синусом, то {\displaystyle {\check {H}}^{1}(X;\mathbb {Z} )=\mathbb {Z} ,} проте {\displaystyle H^{1}(X;\mathbb {Z} )=0.}
Якщо X є диференційовним многовидом і покриття {\displaystyle {\mathcal {U}}} X є "хорошим" (тобто всі множини Uα є стягуваними і всі скінченні перетини множин із {\displaystyle {\mathcal {U}}} є порожніми або стягуваними), то {\displaystyle {\check {H}}^{*}({\mathcal {U}};\mathbb {R} )} є ізоморфною когомології де Рама.
Якщо X є компактним гаусдорфовим простором, то когомологія Чеха (із коефіцієнтами у дискретній групі) є ізоморфною когомології Александера — Спаніера.